# デスモステロール
デスモステロール(Desmosterol)は、コレステロールと似た分子である。DHCR24欠損症では、この物質が蓄積する。
2014年、International Society for Molecular and Cell Biology and Biotechnology Protocols and Researches (ISMCBBPR)によって、「今年の分子」("Molecule of the Year")に選ばれた。